# Afgrunden (film fra 1920)
 For alternative betydninger, se Afgrunden. (Se også artikler, som begynder med Afgrunden)
Afgrunden er en amerikansk stumfilm fra 1920 af William Worthington.

## Medvirkende
- Sheldon Lewis som Mark Bower
- Corinne Barker som Millicent Jacques
- Florence Dixon som Helen Wynton
- Donald Cameron som Charles K. Spencer
- Gladys Hulette som Etta Stampa
- Adolph Milar som Stampa
- Ernest Des Baillets som Barth
- Fuller Mellish som McKenzie
- Joseph Burke som Lammenois
- Mathilde Brundage som Lady Lavasour
- John Raymond som Sir George Lavasour
- Robert Lee Keeling som Delavere